# Vereinigte Kärntner Brauereien
Vereinigte Kärntner Brauereien  (Kärntens forente bryggerier) er en traditions rig bryggerikoncern i den østrigske delstat Kärnten. Det omfatter bryggeriene Villacher Brauerei i Villach, Schleppe Brauerei i Klagenfurt og Piestinger Brauerei i Markt Piesting, i tillæg til andre datterselskaber.
Vereinigte Kärntner Brauereiens historie går tilbage til 1738, mens Schleppe Brauerei, som blev en del af koncernen i 1993, blev grundlagt i 1607. Piestinger Brauerei blev grundlagt i 1824.

## Links
- Villacher Bier Arkiveret 14. april 2016 hos  Wayback Machine
- Schleppe Bier
- Piestinger Bier Arkiveret 4. august 2020 hos  Wayback Machine